# Regió de Lisboa
La Regió de Lisboa és una regió portuguesa, que comprèn aproximadament la meitat sud del Districte de Lisboa i la meitat nord del Districte de Setúbal. Limita al nord amb la Regió Centre; al nord-est, est i sud amb l'Alentejo; i al sud i a l'oest amb l'oceà Atlàntic. Ocupa una àrea de 2.802 km² i té una població (2007) de 3.025.632 habitants (25% del total portuguès).
Aquesta regió estadística va ser creada en 2002, després que la Regió de Lisboa e Val do Tejo fos repartida entre la Regió Centre (on van quedar les subregions de Oeste i Médio Tejo) i l'Alentejo (on va quedar la subregió de Lezíria do Tejo).
La nova Regió de Lisboa es va constituir així amb les dues restants subregions de Lisboa i Val do Tejo: 
- Gran Lisboa
- Península de Setúbal

La Regió de Lisboa comprèn 18 concelhos (5,8% del total).